# Wilhelm von Wright
Wilhelm von Wright, né le 5 avril 1810 à Kuopio (Finlande) et mort le 2 juillet 1887 à Orust (Suède) est un peintre et naturaliste amateur suédo-finlandais.

## Biographie
Wilhelm von Wright est né dans le village de Haminalahti à Kuopio, en Finlande. Ses ancêtres comprenaient des marchands écossais qui s'étaient installés à Narva au XVIIe siècle. Son père, Henrik Magnus von Wright, était un major à la retraite qui possédait le domaine familial à Haminalahden. Deux de ses frères, Magnus von Wright (1805–1868) et Ferdinand von Wright (1822–1906) devinrent également peintres et illustrateurs. Il se rendit en Suède en 1828, à l'âge de 18 ans, où il participa, aux côtés de son grand frère Magnus, puis, à partir de 1837, de son petit frère Ferdinand, à la production de l'ouvrage en 10 volumes Svenska fåglar (Oiseaux suédois) pour le comte suédois Nils Bonde, qui finance ce travail qui s'achève 10 ans plus tard, en 1838,,.
Wilhelm von Wright est essentiellement connu pour avoir réalisé diverses illustrations d'animaux qu'il a observés. Il était principalement autodidacte, bien qu'il ait reçu une formation en gravure de Fredrik Boije, des conseils en dessin de son frère Magnus et en peinture à l'huile de son frère Ferdinand.
Sa plus grande contribution est Skandinaviens fiskar de Bengt Fredrik Fries et Carl Jakob Sundevall, pour lequel il a fourni 60 illustrations en couleur. Il a également contribué à la revue suédoise Tidskrift för Jagare och Natur Forskaren, publiée à Stockholm par le Svenska Jägareförbundet pour les chasseurs et les naturalistes,.
En 1833, il devient membre de la Chambre de commerce de Stockholm et, deux ans plus tard, il est élu à l'Académie royale suédoise des Beaux-Arts. En 1836, il s'installe sur l'île d'Orust dans la paroisse de Morlanda à Bohuslän où il établit sa résidence à Marieberg. En 1845, il épouse Maria Margareta Bildt (1816–1884). En 1855, il fut nommé inspecteur des pêches du Bohuslän. Peu de temps après, il a été victime d’un accident vasculaire cérébral qui l’a laissé handicapé pour le reste de sa vie. Après la mort de sa femme en 1884, il subit un grave déclin et mourut à Orust en 1887.

## Galerie

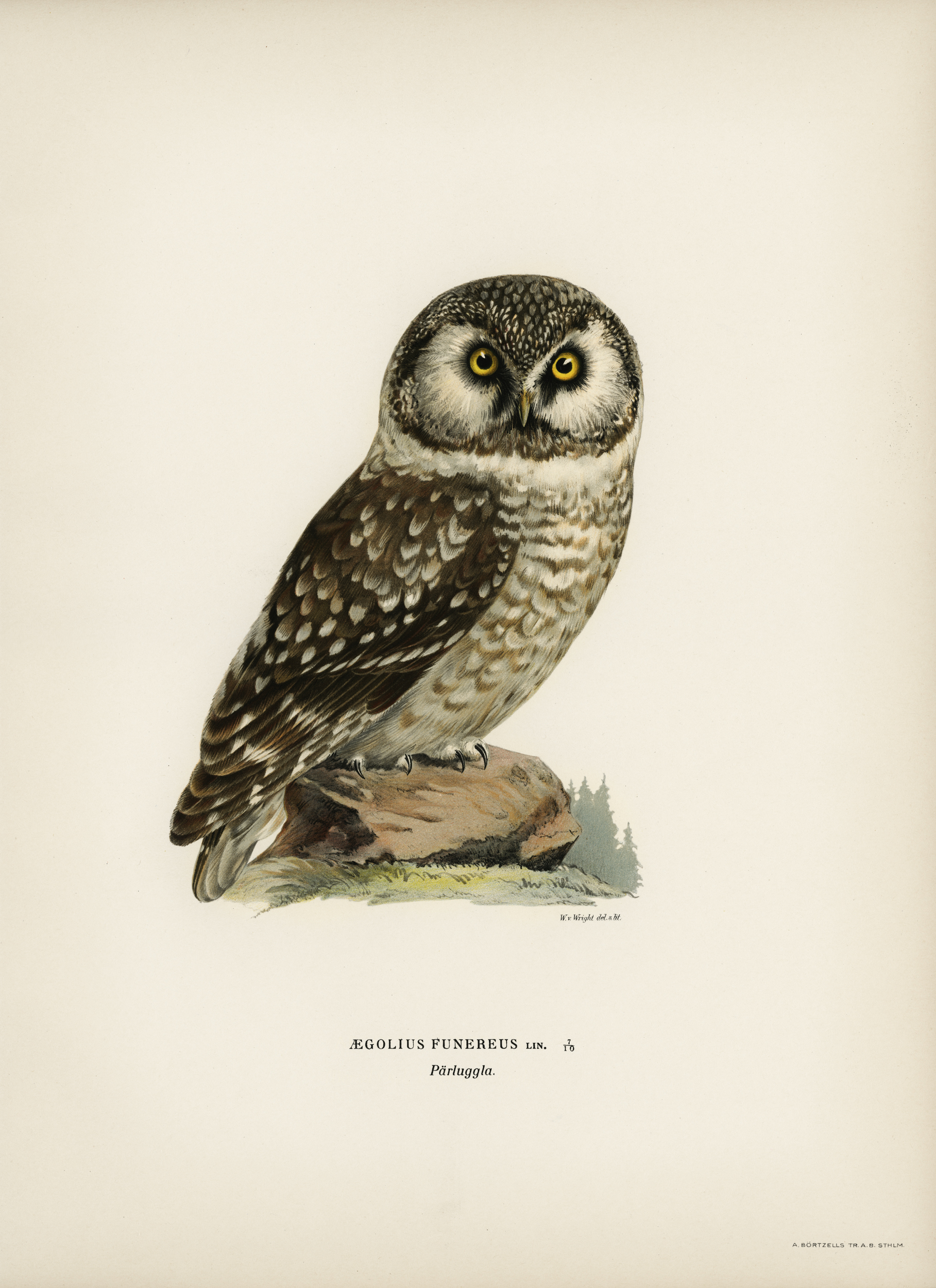
Une Nyctale de Tengmalm.
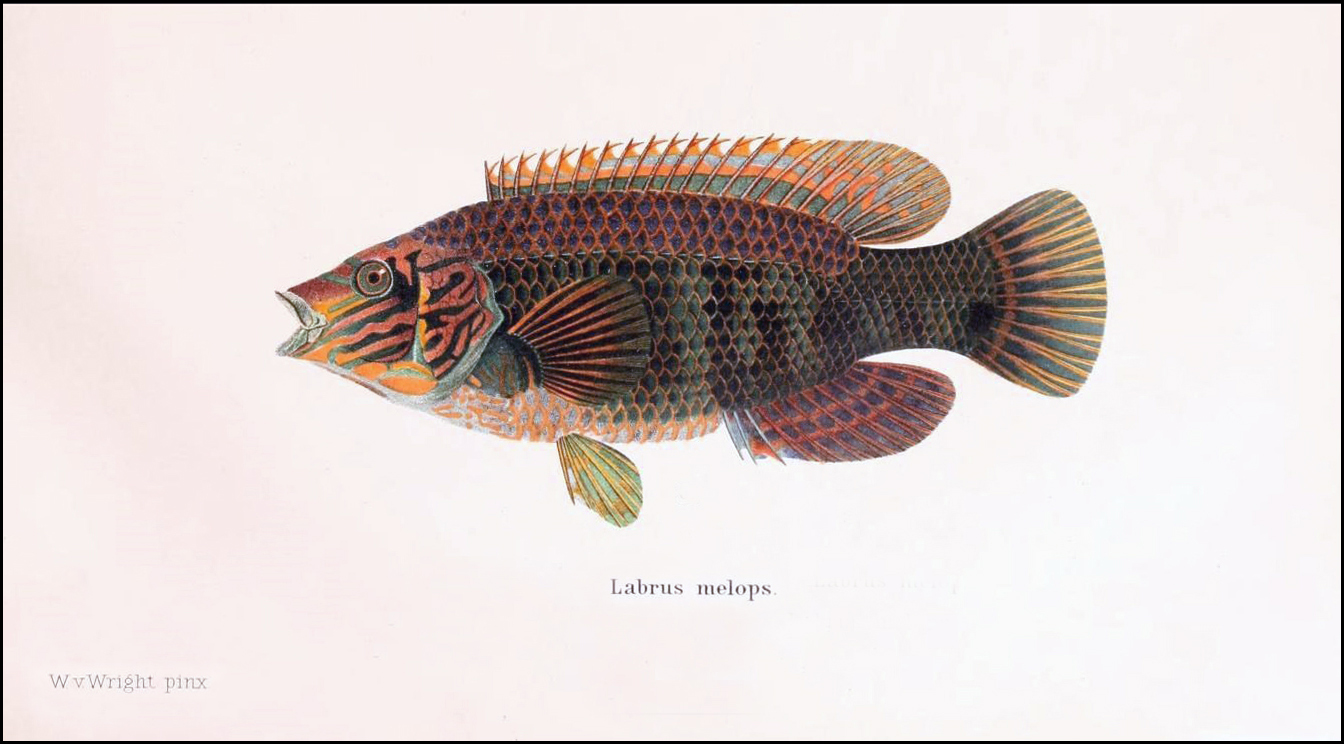
Un Crénilabre mélops.
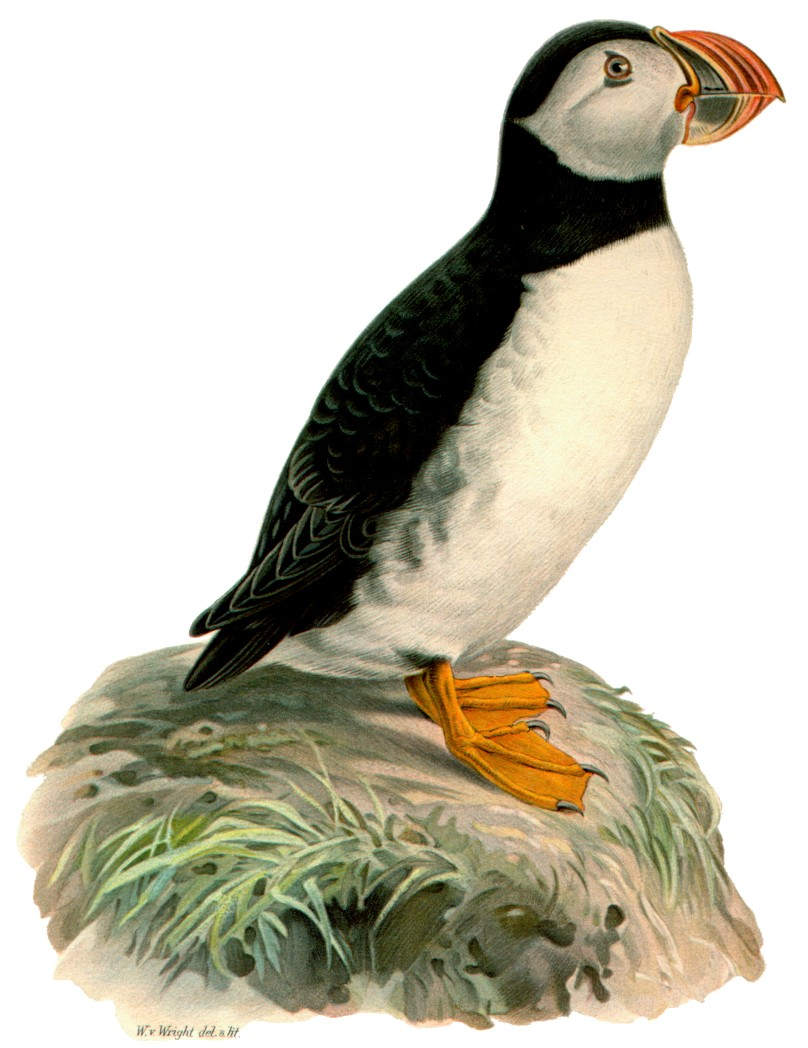
Un Macareux moine.
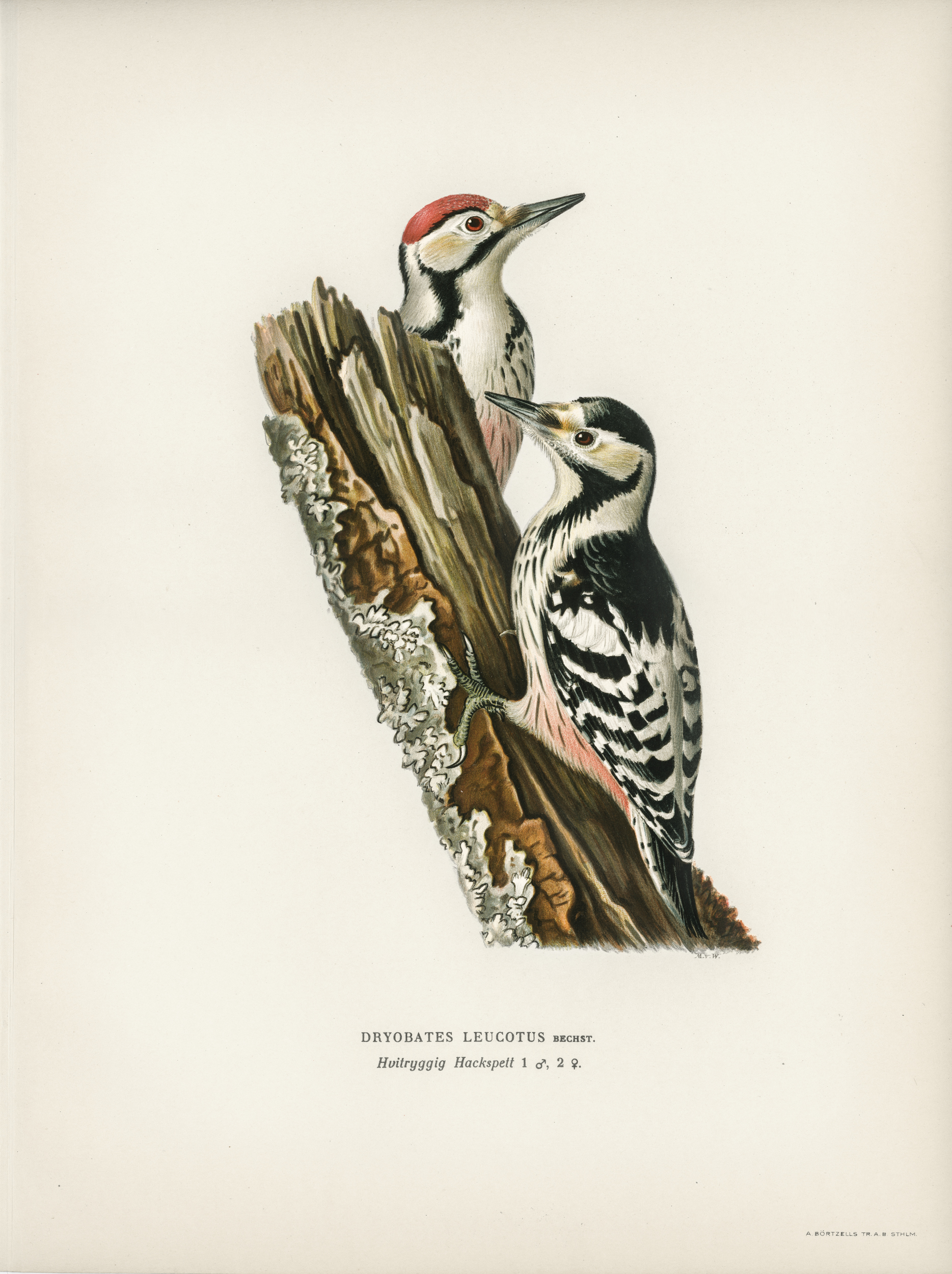
Deux Pics à dos blanc.